# Nationalflaggans dag i Ukraina
Nationalflaggans dag i Ukraina (ukrainska: День Державного прапора України) firas sedan år 2004 den 23 augusti. Den 24 juli var tidigare nationalflaggans dag i Kiev. Den första ceremoniella hissningen av den blågula ukrainska flaggan ägde rum den 24 juli 1990 vid Kievs rådhus, ett och ett halvt år innan flaggan blev den officiella nationsflaggan för Ukraina. Sedan 1992 firas Ukrainas självständighetsdag den 24 augusti.